# Mick Thomson

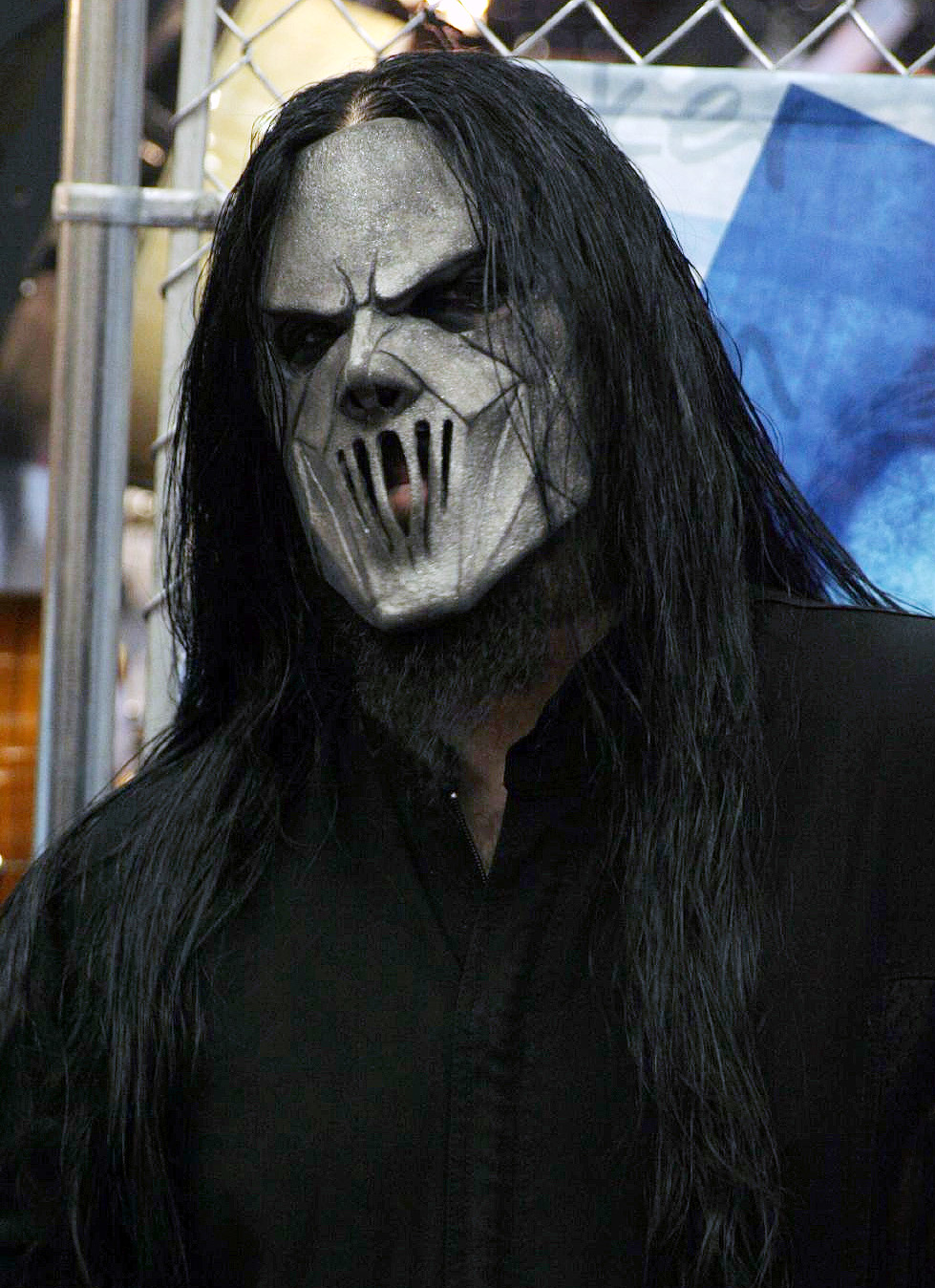
Mick Thomson maskiert auf der NAMM Show, 2005

Mickael Gordon „Mick“ Thomson (* 3. November 1973 in Des Moines, Iowa) ist der Leadgitarrist der Nu-Metal-Band Slipknot, in der er das Pseudonym Nummer „7“ hat.

## Leben
Mick Thomson wuchs in Des Moines zusammen mit anderen Bandmitgliedern von Slipknot auf. Bevor er Mitglied bei Slipknot wurde, war er Gitarrenlehrer und Mitglied in der Band Body Pit, in der auch die späteren Slipknot-Mitglieder, Donnie Steele und Paul Gray spielten.
Thomson stieß 1995 zu Slipknot, wo er den damaligen Gitarristen Craig Jones ersetzte, der daraufhin das Sampling der Band übernahm.
Thomson nimmt sein Pseudonym als Nummer #7 ernster als alle anderen Bandmitglieder von Slipknot. Den Schriftzug seven hat er auf seinen linken Unterarm tätowiert. Außerdem war auf den letzten drei Gitarrenmodellen, die er benutzte, der Schriftzug seven in dem Gitarrenhals eingearbeitet. Noch ein Erkennungsmerkmal ist, dass er auf Konzerten immer die Ärmel seiner Jacke hochgerollt hat.
Thomson hat ein besonderes Interesse an Serienmördern. Er sagt, sie faszinierten ihn, er selbst sei aber von Natur aus kein gewalttätiger Mensch. Laut Bandkollege Corey Taylor ist Thomson ein „begeisterter Poet“.
Thomson trägt eine metallisch aussehende Ledermaske.
Am 12. März 2015 wurde berichtet, dass Thomson und sein jüngerer Bruder infolge eines eskalierten Streits in ein Krankenhaus eingeliefert wurden. Demnach soll es zu einer Messerstecherei gekommen sein, bei der Mick Thomson einen Messerstich in den Nacken bekommen hat; die Verletzungen waren jedoch nicht lebensbedrohlich.

## Equipment

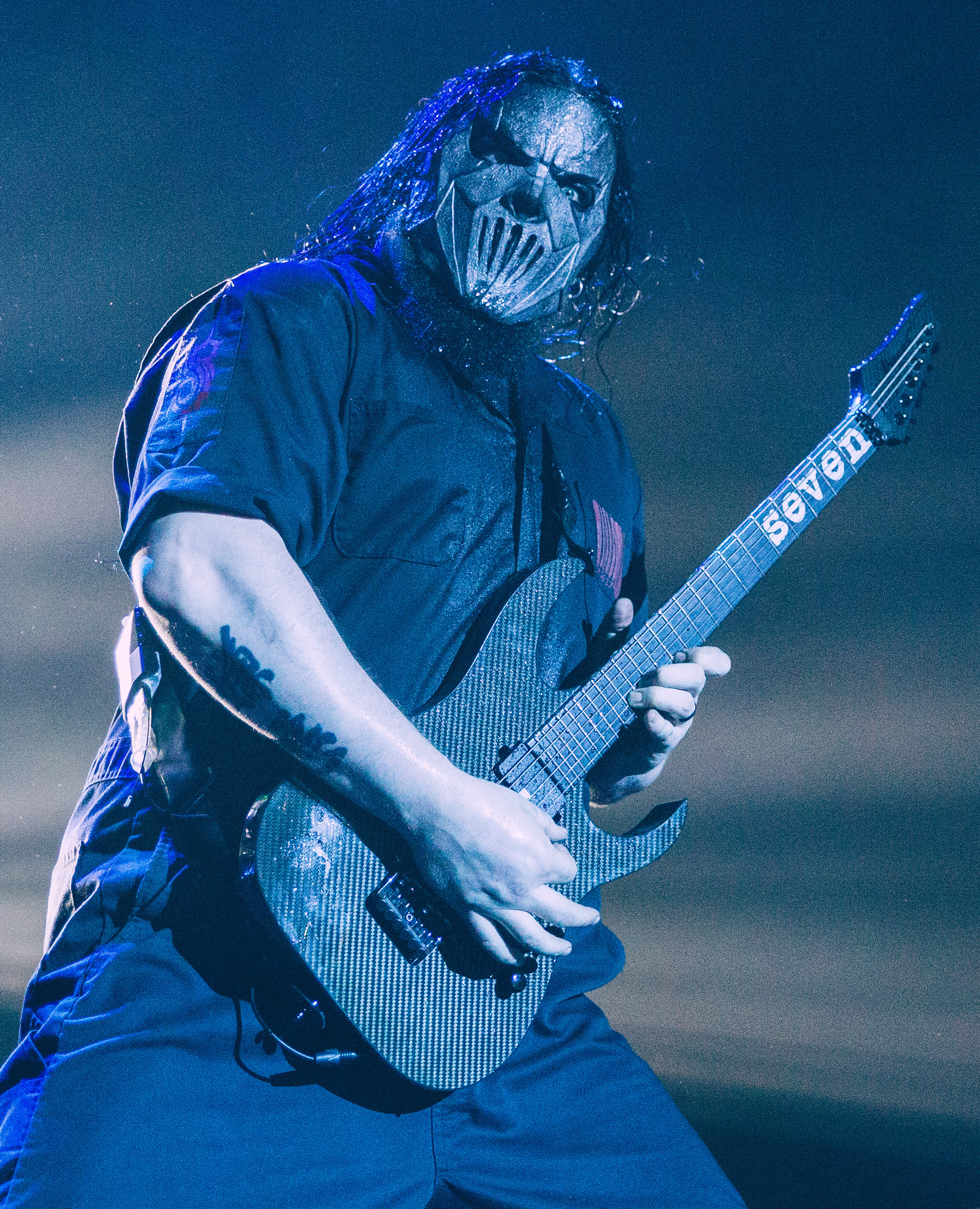
Thomson mit Slipknot, 2016

- Gitarren: Custom B.C. Rich mit HATE-Initialen, nebenbei spielt er auf einer Jackson Custom King V, wie auch auf einer Jackson DR3 Dinky Reverse und einer Ibanez RG470 (wird jedoch nicht mehr bei Auftritten eingesetzt). Ibanez entwickelte mit Mick in exklusives Modell, die Ibanez MTM 1 mit „Seven“-Inlay in den Farben „Bloodred“ und „Black“. 2010 kam als zweites Ibanez-Signaturemodell die Ibanez MTM 2 auf den Markt welche, mit einer FX-Edge-III-Bridge ausgestattet ist, aber nur in schwarz oder weiß erhältlich ist. Weiterhin benutzt er seine Signature-Pickups der Sorte Seymour Duncan Blackout, Dunlop-Jazz-III-Picks und Gitarrengurte des deutschen Herstellers Richter.

- Verstärker und Lautsprecher: Mick Thomson nutzt einen Boss GX 700 Effects Processor mit Boss GT-3 Multi Effects Pedal, einen Mesa Boogie Simulclass 2:90 Power Amp und einen Preamp der Sorte Marshall JMP1 Tube sowie eine 400-Watt-Carvin-4x12-Box. Neuerdings spielt er einen Rivera KR7 Mick Thomson Signature Seven Amp und einer 4x12-Special-Seven-Celestion-Speakers-100-Watt-Box.

## Bands
- 1993 bis 1995: Body Pit
- seit 1995: Slipknot

## Nebenprojekte
- 2007: Malevolent Creation – Doomsday X
- 2007: Lupara – No Pity on the Ants